# Süderelbe
Le Süderelbe est une ancienne vedette portuaire qui a été construite en 1937 au chantier naval Johann Oelkers de Neuhof.  
Il est amarré à la Fondation maritime de Hambourg et il est géré par l'association Traditionelle Berufsschifffahrt Elbe e.V. dans le port de Hambourg.
Il est classé monument historique (Denkmal) de la ville hanséatique de Hambourg.

## Historique
En 1937, l'État de Hambourg a chargé le chantier naval Oelckers de construire un nouveau navire portuaire d'inspection qui devait également être capable de faire face aux conditions de mer agitée du Bas-Elbe. 
En 1952, le navire, techniquement obsolète, a été modernisé : sa coque a été allongée ainsi que la structure du pont, au lieu de l'ancien diesel Jastram, un nouveau moteur de 128 cv a été installé, et l'ancienne timonerie en bois a cédé la place à une moderne. Le navire a pris le nom  de Hafendirektion en raison de sa nouvelle affectation. Il a été utilisé sous ce nom jusqu'en 2000 et, en plus de son usage pour le directeur du port il a transporté de nombreuses délégations de visiteurs dans le port de Hambourg. En 2002, il a été mis hors service en raison d'une panne de moteur. 

### Préservation
Il a été acquis aux enchères publiques par un homme d'affaires hambourgeois. Les réparations nécessaires se sont avérées beaucoup plus importantes qu'initialement, de sorte que la décision a été prise de céder le navire à la Fondation maritime de Hambourg. Au chantier naval de la Jugend in Arbeit Hamburg e.V., un groupe de spécialistes et d'employés bénévoles a travaillé sur une refonte fondamentale pendant près de deux ans.
Le 28 avril 2006, le navire restauré a été relancé et baptisé à nouveau Süderelbe. Avec ce navire historique d'inspection, la fondation peut perpétuer les anciennes traditions et le montrer à ses sponsors et aux invités du port de Hambourg.